# Universitat Tècnica de Berlín
La Technische Universität Berlin (Universitat Tècnica de Berlín), abreujada com TU Berlín, és una universitat situada a Berlín i una de les més grans i prestigioses institucions educatives d'Alemanya.
Es va fundar en 1879 i té matriculats uns 30.000 estudiants. Així mateix, té també la major proporció d'estudiants estrangers, amb el 20% en el semestre d'estiu de 2005, la qual cosa representa uns 6.000 estudiants. La llista d'alumnes i professors inclou vuit guanyadors del Premi Nobel.
La TU Berlín forma part de la xarxa TIME (Top Industrial Managers for Europe) i és membre de CESAER (agrupació d'escoles d'enginyeria europees), entre altres xarxes. Segons el QS World University Rànquings, l'any 2012 la universitat ocupava el primer lloc a Alemanya (número 46 en el món) en el camp de matemàtiques.

## Història
La TU es va establir en 1879 amb el nom de Königliche Technische Hochschule (Reial Escola Tècnica Superior), així com Technische Hochschule Charlottenburg (Escola Tècnica Superior de Charlottenburg) per la fusió del preexistent Edifici de l'Acadèmia (fundat en 1799) i de l'Acadèmia Vocacional (fundat en 1829). Des de 1916 també es va afegir l'antiga Acadèmia de mineria, que s'havia fundat en 1770.
Es va tancar després de la Segona Guerra Mundial el 20 d'abril de 1945 i es va restablir el 9 d'abril de 1946 amb el nom actual.

## Campus

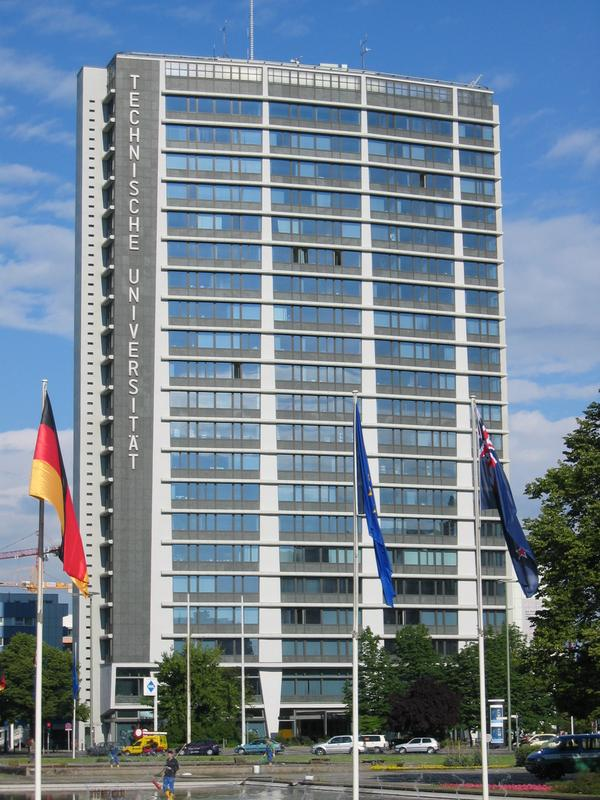
L'Institut Central d'idiomes, en la Universitat Tècnica de Berlín

La TU ocupa uns 600.000 m², distribuïts en diverses localitzacions a Berlín occidental. El campus principal es troba en el barri de Charlottenburg. Les vuit facultats tenien l'any 2005 uns 30.000 estudiants matriculats en més de 50 ensenyaments. El 8 de juny de 2005 hi havia 6.721 persones que treballaven en la universitat: 319 professors, 1.832 investigadors i 2.089 persones que treballaven en l'administració, els tallers i les instal·lacions centrals. A més hi havia 1.803 ajudants i 161 estudiants en pràctiques.

## Organització
Des del 4 d'abril de 2005, la TU està dividida en les facultats següents:
1. Humanitats
2. Matemàtiques i Ciències Naturals
3. Enginyeria de processos (Enginyeria química i enginyeria energètica)
4. Enginyeria electrònica, elèctrica i Informàtica
5. Enginyeria mecànica i Sistemes de Transport
6. Arquitectura i Enginyeria civil, Medi ambient i Ciències socials
7. Antiga facultat d'Arquitectura, Medi ambient i Ciències socials
8. Econòmiques i Empresarials

## Alumnes i professors notables
- Elisa Leonida Zamfirescu (1887-1973), la primera dona enginyera del món, es va inscriure en 1909 i es graduà en 1912
- August Borsig (1804-1854), empresari, va fundar la fàbrica Borsig de locomotoress
- Carl Bosch (1874–1940), químic
- Wernher von Braun (1912–1976), enginyer mecànic, físic (coets)
- Franz Breisig (1868–1934), matemàtic, inventor del cable de calibratge i pare del terme xarxa quadripol, en enginyeria elèctrica
- Wilhelm Cauer (1900-1945), matemàtic, contribucions essencials al disseny de filtres electrònics
- Carl Dahlhaus (1928-1989), musicòleg
- Dennis Gabor (1900–1979), físic (holografia)
- Fritz Haver-hi (1868–1934), químic
- Gustav Ludwig Hertz (1887–1975), físic
- George de Hevesy (1885–1966), químic
- Karl Küpfmüller (1897–1977), enginyer elèctric, contribucions essencials a la teoria de sistema
- Wassili Luckhardt (1889–1972), arquitecte
- Alexander Meissner (1883–1958), enginyer elèctric
- Erwin Müller (1911–1977), físic (microscopi d'emissió, microscopi de camp iònic, proves en àtoms)
- Ernst Ruska (1906–1988), físic (microscopi electrònic)
- Georg Scheffers (1866-1945), matemàtic
- Karl Friedrich Schinkel (1781–1841), arquitecte
- Georg Schlesinger (1874–1949)
- Hermann W. Vogel (1834–1898) químic i fotògraf
- Eugene Wigner (1902–1995), físic
- Konrad Zuse (1910–1995), pioner en computació